# Offanengo
Offanengo est une commune de la province de Crémone en Lombardie (Italie).

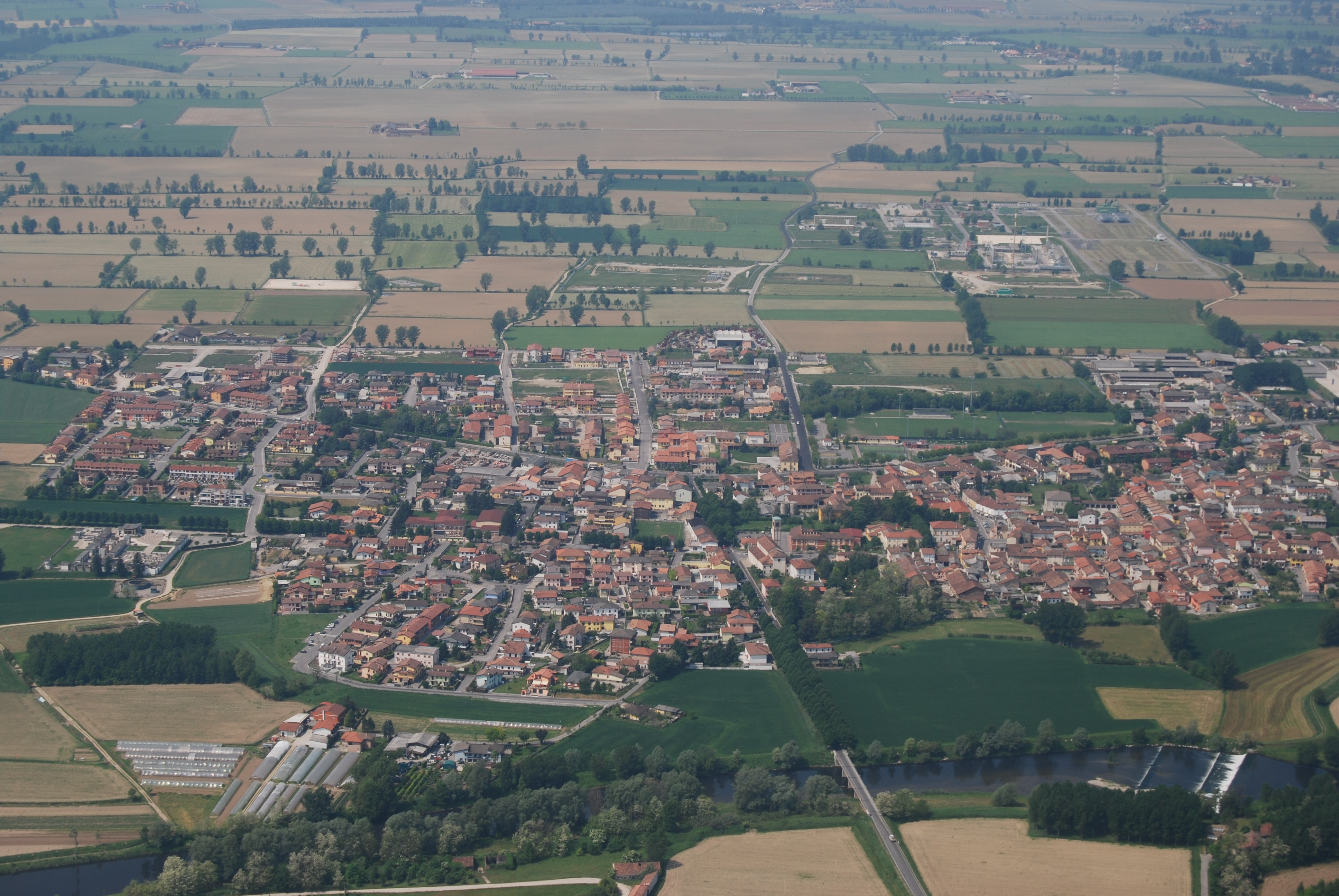
Vue aérienne d'Offanengo

## Administration
| Période                                  | Période  | Identité     | Étiquette    | Qualité |
| ---------------------------------------- | -------- | ------------ | ------------ | ------- |
| 14 juin 2004                             | En cours | Fabio Forner | Lista Civica |         |
| Les données manquantes sont à compléter. |          |              |              |         |

### Communes limitrophes
Casaletto di Sopra, Crema, Izano, Ricengo, Romanengo